# Ziziphus joazeiro
Ziziphus joazeiro är en brakvedsväxtart som beskrevs av Carl Friedrich Philipp von Martius. Ziziphus joazeiro ingår i släktet Ziziphus och familjen brakvedsväxter. Inga underarter finns listade i Catalogue of Life.

## Bildgalleri

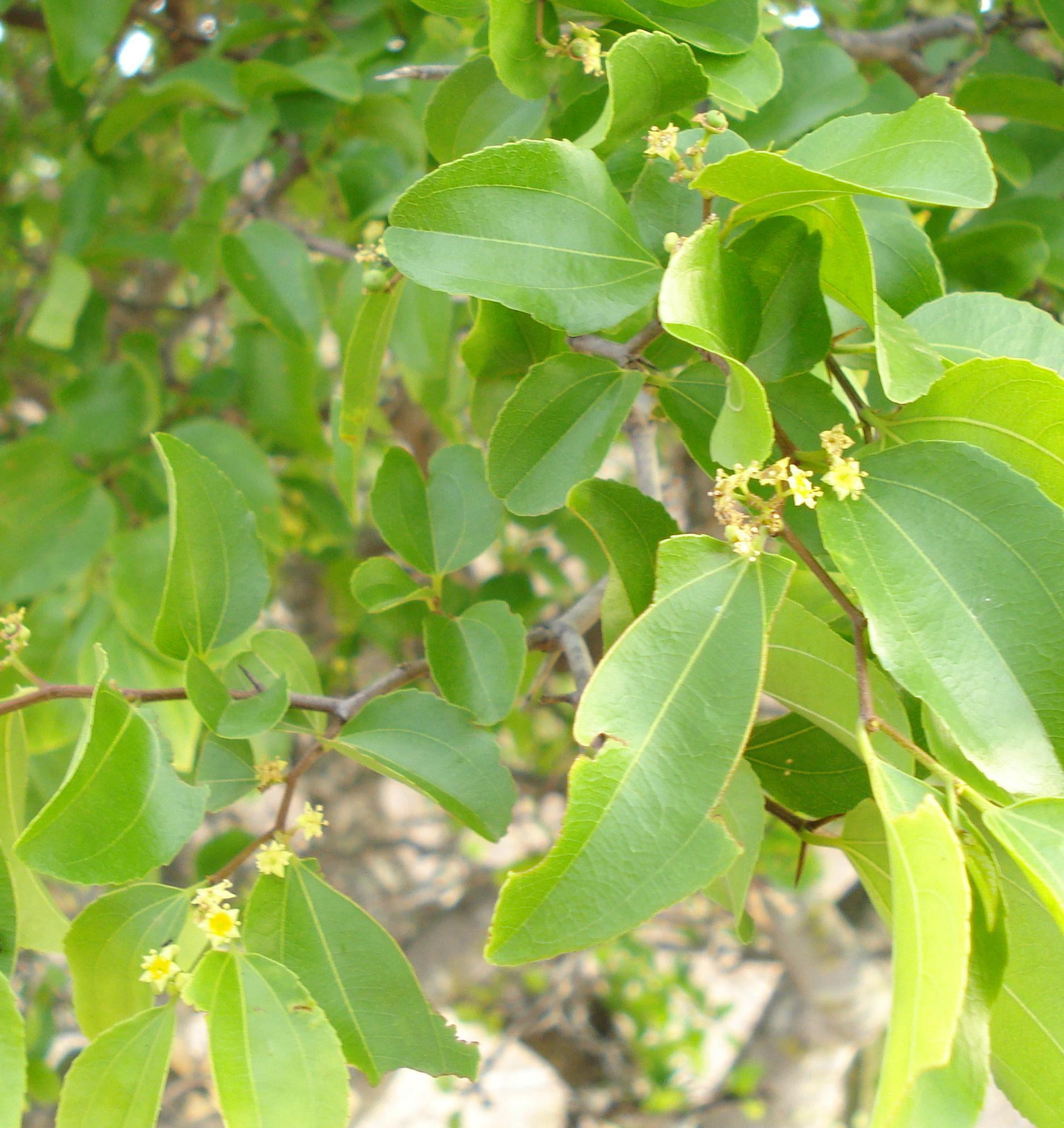
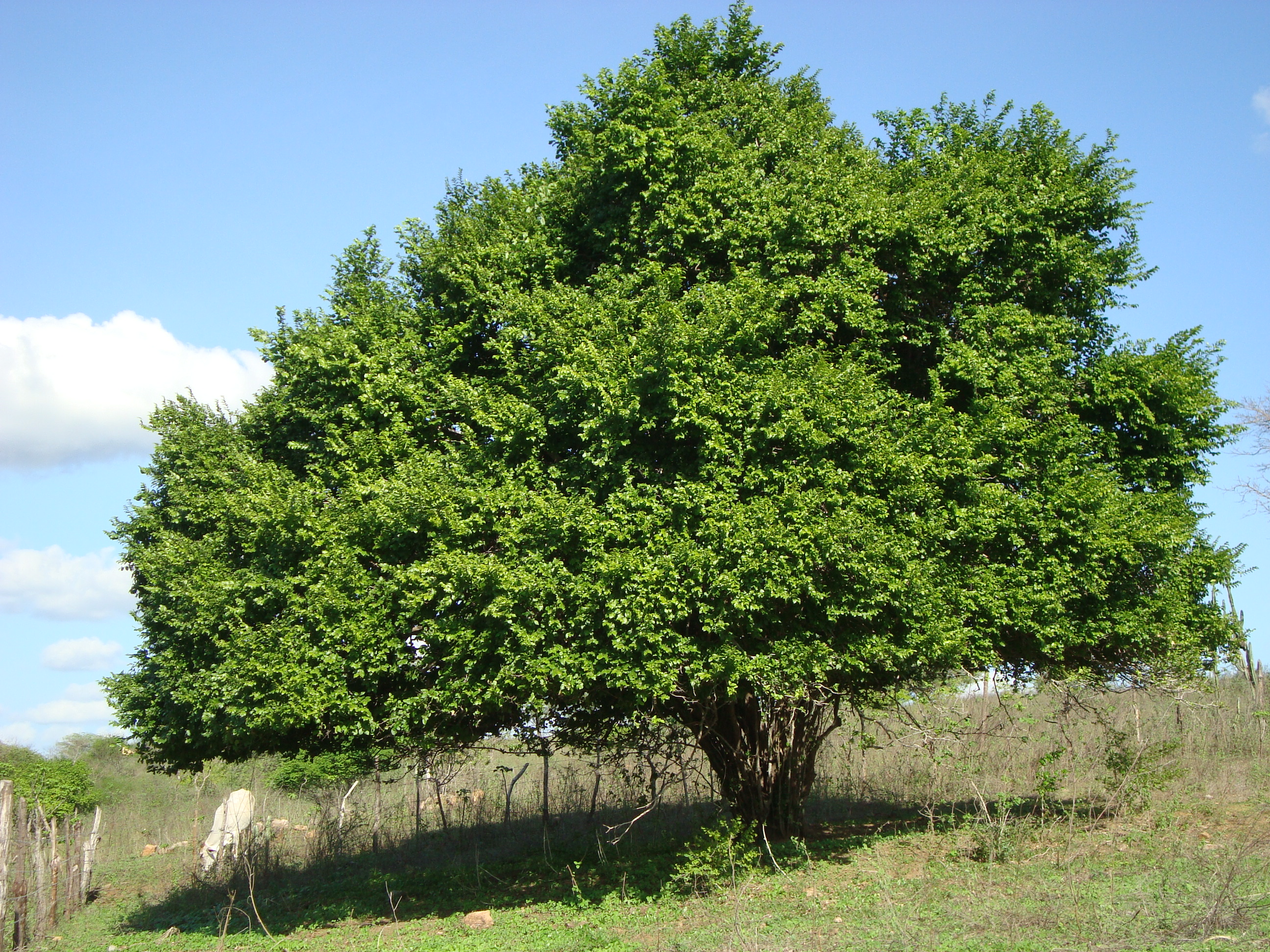